# Paisochelifer utahensis
Paisochelifer utahensis es una especie de arácnido del orden Pseudoscorpionida de la familia Cheliferidae.

## Distribución geográfica
Se encuentra en Utah (Estados Unidos).